# Ꙥ
Ꙥ, ꙥ (Мягкая Л/лигатура ЛГ) — буква кириллицы. Использовалась в старославянском языке. В МФА означает звук [ʎ], близкий к мягкому [lʲ]. Является лигатурой букв Л и Г. Происходит от букв Л и Г. Мягкая Л редко использовался в некоторых старославянских изданиях как слитная форма Л҄, обозначающая палатализованный Л. Эта буква также используется для кириллизации арабского языка.

## Другие "мягкие" буквы
Ꙣ ꙣ, Ꙥ ꙥ, Ꙧ ꙧ, , мягкая З